# Corgoloin
Corgoloin là một xã trong tỉnh Côte-d'Or, thuộc vùng Bourgogne-Franche-Comté của nước Pháp, có dân số là 900 người (thời điểm 1999). Xã là một trong số nhiều làng trồng nho của Côte de Beaune.

## Nhân khẩu học
| 1962 | 1968 | 1975 | 1982 | 1990 | 1999 |
| ---- | ---- | ---- | ---- | ---- | ---- |
| 962  | 977  | 951  | 854  | 893  | 900  |